# Nemška okupacija Belgije v drugi svetovni vojni
Nemška okupacija Belgije med drugo svetovno vojno se je začela 28. maja 1940, ko se je belgijska vojska predala nemškim silam, Belgija pa je nato ostala pod nemško okupacijo vse do njene osvoboditve s strani zahodnih zaveznikov februarja 1945. To je povzročilo, da je Nemčija v manj kot tridesetih letih že drugič okupirala Belgijo. 
Po sprožitvi invazije je bila v Belgiji ustanovljena vojaška uprava, ki je ozemlje pripeljala pod neposredno oblast Wehrmachta. Na tisoče belgijskih vojakov je bilo najetih kot vojne ujetnike, mnogi od teh pa so bili izpuščeni šele leta 1945. Nemška uprava je sodelovala s konkurenčnimi cilji vzdrževanja reda, medtem ko je z ozemlja pridobivala material za vojne napore. Pri tem jim je pomagala belgijska državna služba, ki je menila, da bo omejeno sodelovanje z okupatorji najmanj škodilo belgijskim interesom. Belgijske fašistične stranke tako v Flandriji kot v Valoniji, ustanovljene pred vojno, so veliko aktivneje sodelovale z okupatorji; pomagali so najeti Belgijce za nemško vojsko in sami so dobili večjo moč proti koncu okupacije. Hrana in gorivo sta bila strogo nadzorovana, vse uradne novice pa so bile strogo cenzurirane. Belgijski civilisti, ki so živeli v bližini možnih ciljev, kot so železniške proge, so bili v nevarnosti zavezniškega bombardiranja. 
Od leta 1942 je v okupirani državi zavladala politična represija. Judje so bili sistematično preganjani in deportirani v koncentracijska taborišča. Kljub močnim protestom so Nemci belgijske civiliste deportirali na delo v tovarne v Nemčiji. Medtem se je belgijski odpor, ki je bil ustanovljen konec leta 1940, močno razširil. Od leta 1944 sta SS in nacistična stranka pridobili veliko večji nadzor nad Belgijo, zlasti potem, ko je vojaško vlado julija zamenjala nacistična civilna uprava, Reichskommissariat Belgien-Nordfrankreich. Septembra 1944 so zavezniške sile prispele v Belgijo in hitro napredovale po državi. Decembra istega leta je bilo ozemlje de jure priključeno Tretjemu rajhu, čeprav so bili njegovi kolaboracionistični voditelji že v izgnanstvu v Nemčiji in nemški nadzor v regiji je tako rekoč začel popuščati. Belgija je bila februarja 1945 osvobojena in priključeno ozemlje je bilo nato vrnjeno nazaj Belgiji. Skupno je bilo med okupacijo pobitih 40.690 Belgijcev, več kot polovica Judov, predvojni bruto domači proizvod (BDP) države pa se je zmanjšal za osem odstotkov. 

## Invazija
Maja 1940 je Tretji rajh napadel Belgijo, z namenom, da bi nemška vojska lažje vdrla v Francijo. Kljub temu, da sta Velika Britanija in Francija v Belgijo poslala svoje najboljše čete in poveljnike, pa nikakor niso mogli ustaviti napredujočega nemškega vojaškega stroja. Zavezniška vojska se je začela umikati, belgijska vojska pa se je še vedno poskušala boriti proti sovražniku. Kmalu pa je bilo glede na nemško napredovanje spoznano, da je bitka za Belgijo izgubljena. 28. maja se je zato Belgija predala in kapitulirala, Nemci pa so do konca tega meseca okupirali celotno državo. 

## Življenje v okupirani Belgiji
Življenjski standard v okupirani Belgiji se je glede na predvojno raven močno poslabšal. Plače so se znižale, medtem, ko je okupacijska oblast potrojila količino denarja v obtoku, kar je povzročilo divjo inflacijo.
Okupacijske oblasti so strogo nadzorovale, katere časopise je bilo dovoljeno izdajati in katere novice se je smelo poročati. Še naprej so se tiskali časopisi pronacističnih političnih strank, skupaj s tako imenovanimi "ukradenimi" časopisi, kot sta Le Soir ali Het Laatste Nieuws, ki so jih brez dovoljenja lastnikov objavile pronemške skupine. Kljub močni cenzuri in propagandni vsebini je naklada teh časopisov ostala visoka, prav tako prodaja strankarskih časopisov, kot sta Le Pays Réel in Volk en Staat. Številni civilisti so poslušali redne oddaje iz Velike Britanije, imenovane Radio Belgique, kljub temu, da je bil uradno prepovedan od decembra 1940. 
Večina Belgijcev je med okupacijo nadaljevala svoje predvojne poklice.

### Racioniranje
Pred vojno je belgijska vlada načrtovala sistem racioniranja v nujnih primerih, ki je bil uveden na dan nemške invazije, 10. maja. Nemška okupacijska oblast je odvisnost Belgije od uvoza hrane uporabila kot pogajalsko orodje. Znesek hrane, ki je bila dovoljena belgijskim državljanom, je predstavljala približno dve tretjini tiste, ki je bila dovoljena primerljivim nemškim državljanom, in je bila med najnižjimi v okupirani Evropi. V povprečju je pomanjkanje hrane povzročilo izgubo od pet do sedem kilogramov telesne teže vsakega Belgijca samo leta 1940. 
Belgijski državljan je bil upravičen do nakupa 225 gramov kruha na dan, vsak mesec pa 250 gramov masla, 1 kilograma sladkorja, 1 kilograma mesa in 15 kilogramov krompirja. Kasneje med vojno tudi to ni bilo vedno uveljavljeno na voljo in številni civilisti so se preživljali z ribolovom ali gojenjem zelenjave na zasebnih vrtovih.
Zaradi strogega racioniranja je nastal črni trg hrane in drugih potrošnih dobrin. Hrana na črnem trgu je bila zelo draga. Cene so lahko bile 650 odstotkov višje kot v legalnih trgovinah in so med vojno vztrajno rasle. Zaradi dobička, ki ga je bilo treba uveljaviti, je črni trg ustvaril velika in dobro organizirana omrežja. Številni člani nemške administracije so bili vpleteni v črni trg, krajo vojaških ali uradnih zalog in njihovo preprodajo.

## Osvoboditev
Osvoboditev okupirane Belgije se je začela septembra 1944 in je trajala zelo dolgo, predvsem zaradi močnih nemških čet v državi. Februarja 1945 so zavezniki dokončno osvobodili Belgijo.